# David Lindgren Zacharias
Per David Lindgren Zacharias, född Lindgren 24 januari 1976 i Töreboda församling, Skaraborgs län, är en svensk låtskrivare och musikproducent. 
Han är bosatt i skärgården utanför Stockholm och är gift med artisten Sara Zacharias som han har två gemensamma barn med.
Lindgren Zacharias har jobbat med artister som Jubël, Darin, Måns Zelmerlöw, Oscar Zia, Clara Klingenström, Lisa Miskovsky, Eagle-Eye Cherry, Jens Hult, SHY Martin, Jill Johnson, Robin Bengtsson, Victor Crone, Carola, Laleh, Klara Hammarström,  Linnea Henriksson, Frida Öhrn, Ane Brun, Tomas Andersson Wij, Anna Bergendahl, Magnus Uggla, Sanna Nielsen, Sonja Aldén, Sara Zacharias och Ida Wiklund.
Han har skrivit flera bidrag till den svenska Melodifestivalen, blivit Grammisnominerad och har vunnit Rockbjörnen (2022).
Lindgren Zacharias har skrivit flera listettor på radio bland annat i Storbritannien (2021) samt passerat 1 miljard streams med låten  ”Dancing In The Moonlight” framförd av Jubël.

## Diskografi

### Medverkar på album
- 2009 – Blue
- 2013 – I andlighetens rum
- 2014 – Jul i andlighetens rum
- 2015 – Fjärilar i magen
- 2019 – Dalarö

## Låtar
Låtar skrivna av Lindgren Zacharias.
- 2015 – Juliet
- 2015 – Ta mig tillbaka
- 2015 – Göteborg
- 2015 – Vilse i dig
- 2015 – Vintern
- 2015 – Nattmänniska

### Melodifestivalen
- 2019 – Kärleken finns kvar (tillsammans med Josefin Glenmark-Breman och Ollie Olson).
- 2020 – Sluta aldrig gå (tillsammans med Bobby Ljunggren och Sonja Aldén).
- 2021 – The Silence (tillsammans med Anna Bergendahl, Bobby Ljunggren och Joy Deb) framförd av Anna Bergendahl
- 2021 – Behöver inte dig idag  (tillsammans med Clara Klingenström och Bobby Ljunggren) framförd av Clara Klingenström
- 2022 – Innocent Love (tillsammans med Sebastian Atas, Viktor Broberg, Victor Crone och Victor Sjöström) framförd av Robin Bengtsson
- 2022 – Best to Come (tillsammans med Lisa Miskovsky och Peder Stenberg) framförd av Lisa Miskovsky
- 2023 – Diamonds (tillsammans med Victor Crone och Peter Kvint) framförd av Victor Crone
- 2023 – For the Show (tillsammans med Herman Gardarfve och Melanie Wehbe).
- 2024 – Awful Liar (tillsammans med Sebastian Atas, Victor Crone och Victor Sjöström) framförd av Lisa Ajax
- 2024 – Aldrig mer
- 2025 – Den känslan
- 2025 – Rädda mig
- 2025 – Yihaa (tillsammans med Caroline Aronsson, Herman Gardarfve, Patrik Jean, Mikaela Samuelsson och Melanie Wehbe), framförd av Dolly Style
- 2025 – Revolution (tillsammans med Sebastian Atas, Ola Svensson och Måns Zelmerlöw) framförd av Måns Zelmerlöw